# 문인습
문인 습(聞人襲, ? ~ ?)은 후한 후기의 관료로, 자는 정경(正卿)이며, 패국 사람이다.

## 사적
사람됨이 청렴하여, 현의 독우(督郵)를 지내던 시절에는 길을 갈 때 몸소 짐을 졌고 자리에 누울 때는 옷차림이 남루하였다. 또 노루 가죽을 이어붙여 몸에 두르고 다녔고, 사람들이 밥값으로 주는 돈도 받지 않았다.
건녕 원년(168년) 11월, 태복 문인습은 유구의 뒤를 이어 태위에 임명되었다가 이듬해 5월 파면되었다.
건녕 3년(170년) 4월, 태위 곽희가 파면되었다. 태중대부 문인습은 다시 태위에 임명되었다.
건녕 4년(171년) 3월 신유일, 일식이 일어났다. 문인습은 면직되었고, 태복 이함이 후임으로 임명되었다.

## 평가
채옹은 문인습을 사람됨이 진실하고 강직하여 유총과 함께 참모로써 적합한 인물이라고 평하였다.

## 출전
- 채옹, 《채중랑집》(蔡中郞集) 권7 답조문재이(荅詔問災異)
- 사승, 《후한서》(後漢書) [이방, 《태평어람》 권253에 인용]
- 범엽, 《후한서》 권8 효영제기 이현주

| 전임 좌칭 | 후한의 태복 ? ~ 168년 | 후임 유오 |

| 전임 유구 | 제42대 후한의 태위 168년 11월 ~ 169년 5월 | 후임 유총 |

| 전임 곽희 | 제45대 후한의 태위 170년 4월 ~ 171년 3월 신유일 | 후임 이함 |